# Ryan Christie
Ryan Christie (ur. 22 lutego 1995 w Inverness) – szkocki piłkarz, grający na pozycji pomocnika w Bournemouth oraz w reprezentacji Szkocji. Uczestnik Mistrzostw Europy 2020 oraz 2024.

## Kariera klubowa
Jest wychowankiem Inverness CT, z którym w maju 2011 podpisał zawodowy kontrakt. W maju 2013 podpisał nowy, dwuletni kontrakt z klubem. Zadebiutował w nim 29 grudnia 2013 w przegranym 0:1 meczu z Celtikiem, a pierwszego gola strzelił 1 kwietnia 2014 w przegranym 1:2 spotkaniu z Motherwell F.C. W maju 2014 przedłużył kontrakt z klubem o kolejny rok z opcją kolejnego przedłużenia o rok. W sierpniu 2015 podpisał czteroletni kontrakt z Celtikiem, z którego od razu został wypożyczony na rok do swojego poprzedniego klubu z możliwością przerwania wypożyczenia po pół roku, z której klub skorzystał. 23 stycznia 2016 zadebiutował w tym klubie w wygranym 3:1 meczu z St. Johnstone, a pierwszego gola strzelił 15 maja 2016 w wygranym 7:0 spotkaniu z Motherwell F.C. W styczniu 2017 został wypożyczony do końca sezonu do Aberdeen F.C., a w czerwcu 2017 został ponownie wypożyczony do tego klubu na cały sezon. Po sezonie 2017/2018 wrócił do Celtiku, a w listopadzie 2018 podpisał nowy, trzyletni kontrakt z tym klubem. W 2021 przeszedł do Bournemouth.

## Kariera reprezentacyjna
Młodzieżowy reprezentant Szkocji w kadrze do lat 21, w której wystąpił w 9 meczach i strzelił 1 gola. W dorosłej reprezentacji zadebiutował 9 listopada 2017 w przegranym 0:1 meczu z Holandią.

## Życie osobiste
Jego ojciec Charlie również był piłkarzem.